# Projet Diabolo
Pour les articles homonymes, voir Diabolo.

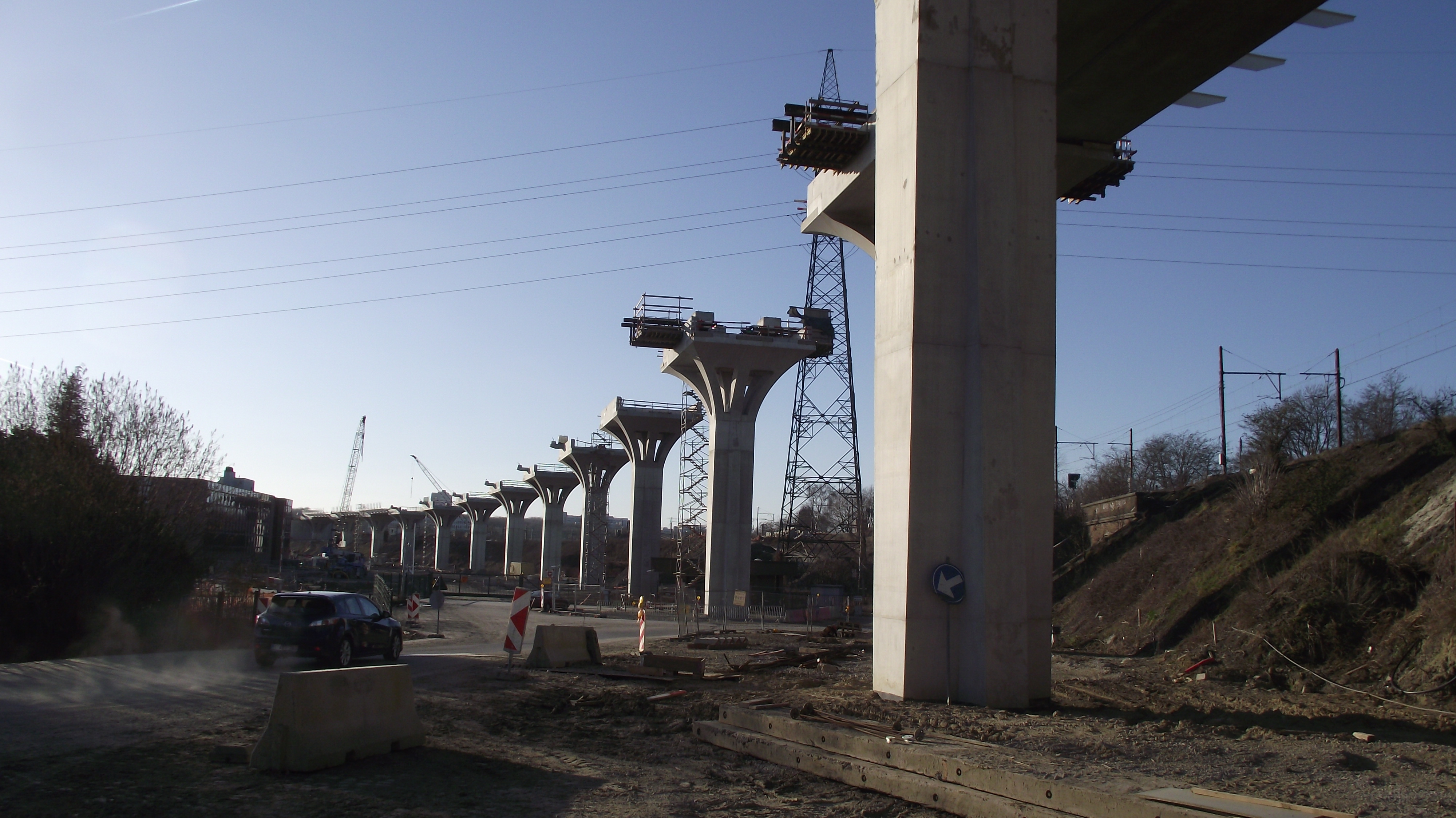
Viaduc en construction près de Haren.

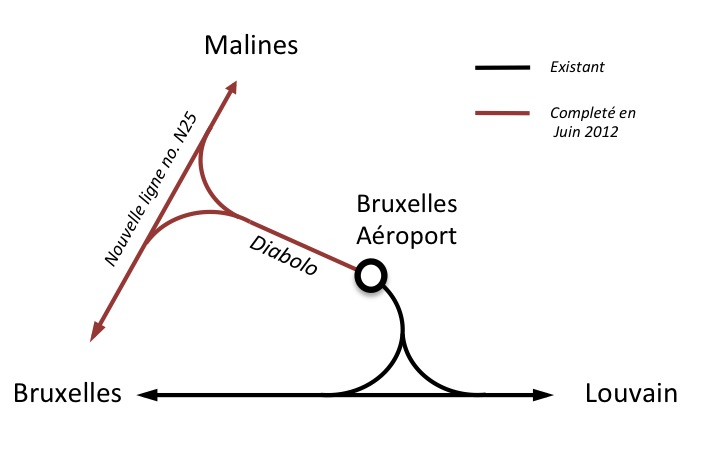
Le tracé du projet

Le projet Diabolo est le nom donné au projet de désenclavement ferroviaire de la gare de l'aéroport de Bruxelles-National : à l'origine gare en cul-de-sac avec accès uniquement depuis Bruxelles, elle devient accessible directement depuis Bruxelles via Zaventem, depuis Bruxelles via Vilvorde, depuis Louvain/Hasselt, ainsi que depuis Malines/Anvers.

## Partie réalisée (ne fait pas réellement partie du projet Diabolo)
La courbe de Nossegem, vers Louvain et Hasselt, est en service depuis le 11 décembre 2005.

## Partenariat public-privé
La connexion nord a été réalisée grâce à un partenariat public-privé ; elle a été inaugurée le 7 juin 2012. Le coût total de la construction de cette jonction s'élève à 678 millions d'euros (indice des prix 2012). Une partie des travaux a été financée par Infrabel par dotation du Gouvernement fédéral (388 millions d'euros) et une autre par la SA Diabolo (290 millions d'euros).
Durant 35 à 40 ans,, cette société louera sa partie à Infrabel et s'occupera de son entretien.
Entre 2045 et 2050, elle sera tenue de lui céder sa partie pour un euro symbolique,
Cette société, la SA Diabolo, a été créée pour cet investissement. À sa fondation, elle est capitalisée majoritairement par les compagnies HSH Nordbank AG et International Public Partnerships GP Ltd (anciennement Babcock & Brown Group).

### Redevance Diabolo
Pour des raisons techniques, il est temporairement impossible d'afficher le graphique qui aurait dû être présenté ici.

Évolution du prix de vente de la redevance Diabolo depuis sa mise en application (en bleu).
                 Les courbes additionnelles indiquent le prix total d'un trajet en deuxième classe reliant le centre de Bruxelles à l'Aéroport national : en orange pour le train (incluant la redevance), et en vert pour la ligne de bus 12 (ticket STIB Airport bus, remplacé en 2020 par Go2City dans le sens Aéroport-Bruxelles).
Appliquée de manière invariable, cette redevance issue du partenariat public-privé est imposée à tous les voyageurs au départ ou à destination de la gare de Bruxelles-National-Aéroport (aujourd'hui Brussels-Airport-Zaventem) - à ne pas confondre avec la gare de Zaventem plus au sud - à l'exception des détenteurs d'une carte de train domicile-lieu de travail. Ainsi, pour un voyageur avec un billet intérieur (billet standard, billet weekend, ...) la redevance Diabolo est automatiquement incluse dans le prix du titre de transport. Elle n'est bien sûr pas due par les voyageurs des trains qui passent par l'aéroport s'ils y restent dans le train.
Les billets aller-retour Senior à destination ou en provenance de l'aéroport comprennent une fois la redevance; le voyageur désireux d'utiliser le billet de retour devra dans ce cas acheter séparément un supplément Diabolo.
L'accord commercial entre la SNCB et la SA Northern Diabolo, portant sur la perception et la facturation de ce supplément, impose à la SNCB de le reverser intégralement à cette dernière. Le montant annuel total de cette transaction ne peut dès lors être rendu public.
Depuis le 1er juin 2015, la gare de Brussels Airport-Zaventem est équipée de portiques d’accès, assurant le paiement de cette redevance malgré son coût élevé.
Au moment où cette taxe Diabolo est entrée en vigueur, en 2009, elle était de 2,05 euros indexés. Trois ans plus tard, ce montant a déjà doublé et en 2018 la taxe s'élève à 5,34 € par trajet simple 1e ou en 2e classe, pour atteindre 5,40 € en 2019, 5,70 € en 2022 et 6,70 € en 2024.
Cette hausse peut être partiellement imputée à une clause du partenariat entre Infrabel et la SA Northern Diabolo. En effet, pour l'année 2013 par exemple, une estimation de 2,2 millions de passagers s’acquittant du surcoût fut donnée à la signature du contrat (pour 1,68 million de passagers effectivement observés). Cette différence excédant les 15 %, la compagnie privée a pu dès lors augmenter le prix de cette redevance.
Il est à noter qu'une différence de plus de 25 % peut même se solder par la cession du tunnel à Infrabel (pour un coût estimé à un milliard d'euros),.
Les passagers voyageant gratuitement sur les lignes de la SNCB représentant une moins-value en regard de cette redevance, l'État belge dédommage la SNCB pour le droit d'utilisation du tronçon Diabolo. En euros à l'indice 2008, cette compensation annuelle est indiquée dans le graphique suivant :
Pour des raisons techniques, il est temporairement impossible d'afficher le graphique qui aurait dû être présenté ici.